# Hormisa iteinalis
Hormisa iteinalis är en fjärilsart som beskrevs av Pierre E.L. Viette 1956. Hormisa iteinalis ingår i släktet Hormisa och familjen nattflyn. Inga underarter finns listade i Catalogue of Life.